# Konstanty Górski (malarz)

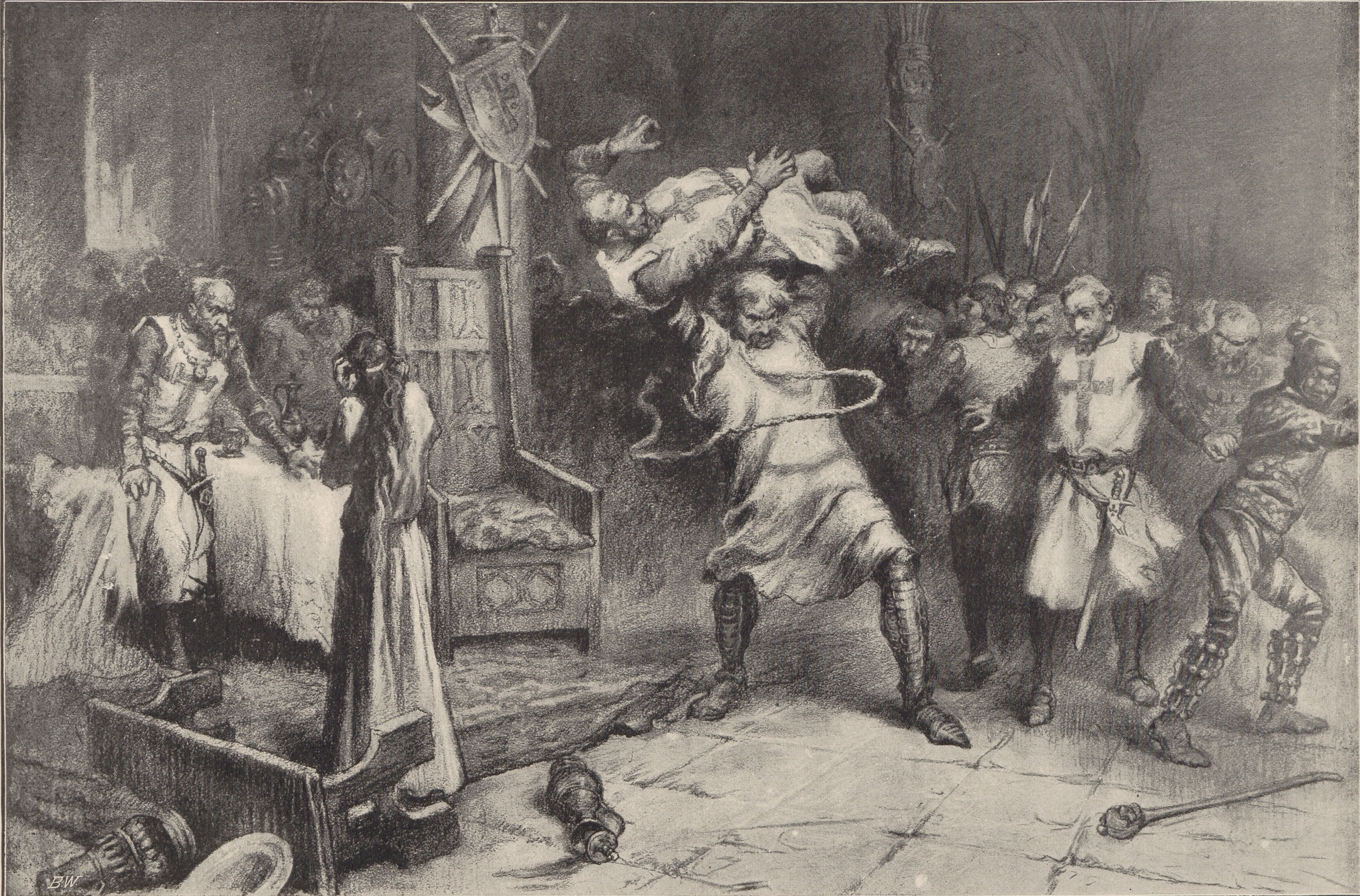
Ilustracja Konstantego Górskiego do powieści Krzyżacy Henryka Sienkiewicza (1901)

Konstanty Górski (znany również jako Gorski) (ur. 1868 w Kazimierzowie, zm. 1934 w Warszawie) – polski malarz.

## Życiorys
Uczęszczał do Moskiewskiej Szkoły Malarstwa, Rzeźby i Architektury, którą ukończył w 1887 i wyjechał do Petersburga, gdzie wstąpił do Cesarskiej Akademii Sztuk Pięknych. W 1890 namalował „Akt męski”, za który został odznaczony wielkim złotym medalem. Po zakończeniu studiów w Rosji kontynuował naukę w Monachium, Paryżu i we Włoszech. W 1895 zamieszkał w Warszawie i rozpoczął działalność w istniejących stowarzyszeniach artystycznych, od 1900 wchodził w skład zarządu Warszawskiego Towarzystwa Artystycznego. W 1897 po raz pierwszy wystawiał swoje prace w Towarzystwie Zachęty Sztuk Pięknych, w późniejszych latach uczestniczył w większości organizowanych tam wystaw zbiorowych. Równocześnie od 1898 do 1906 brał udział w wystawach, które odbywały się w salonie Aleksandra Krywulta. Jego prace brały udział w odbywającej się w 1900 Wystawie Światowej w Paryżu. 
Konstanty Górski tworzył portrety, karykatury, rzadziej sięgał po tematykę historyczną i baśniową. Ilustrował książki i czasopisma m.in. Wędrowiec, Tygodnik Ilustrowany i Tygodnik Polski. Był wybitnym organizatorem zagranicznych wystaw malarstwa za co został odznaczony orderem Legii Honorowej i nadawanym w Austrii Krzyżem Zasługi.